# Tupaziya
Tupaliya fue una antigua ciudad anatolia situada cerca de la moderna Ereğli.
Durante el reinado de Suppiluliuma I fue atacada y conquistada por el «enemigo de Arzawa» y su aliado Anna que posteriormente fueron derrotados por el rey hitita.